# Gauliga Nordmark 1933/34
Die Gauliga Nordmark 1933/34 war die erste Spielzeit der Gauliga Nordmark im Fußball. Der 1. Spieltag wurde am 3. September 1933, das letzte Nachholspiel am 29. April 1934 ausgetragen. Die Meisterschaft sicherte sich der Eimsbütteler TV mit einem Punkt Vorsprung vor dem Hamburger SV. Der Eimsbütteler TV qualifizierte sich für die Endrunde um die deutsche Meisterschaft und schied dort bereits nach der Gruppenphase aus. Die Abstiegsränge belegten zunächst Polizei Lübeck und der Schweriner FC 03, doch wegen der Versetzung der Vereine aus Wilhelmsburg und Harburg nach Niedersachsen erhielten die Lübecker eine zweite Chance, die sie nutzten (siehe Aufstiegsrunde). Aus den Bezirksklassen stiegen Victoria Hamburg und der FC St. Pauli auf.

## Teilnehmer
Für die erste Austragung der Gauliga Nordmark wurden folgende Mannschaften nominiert:
- die fünf besten Teams aus dem Bezirk Groß-Hamburg der Norddeutschen Fußballmeisterschaft 1932/33:
  - Hamburger SV
  - Altonaer FC 1893
  - Union 03 Altona
  - SV Polizei Hamburg
  - Eimsbütteler TV
- die zwei besten Teams aus dem Bezirk Lübeck/Mecklenburg der Norddeutschen Fußballmeisterschaft 1932/33:
  - Schweriner FC 03
  - SV Polizei Lübeck
- das beste Team aus dem Bezirk Nordhannover der Norddeutschen Fußballmeisterschaft 1932/33:
  - Viktoria 1910 Wilhelmsburg
- die zwei besten Teams aus dem Bezirk Schleswig-Holstein der Norddeutschen Fußballmeisterschaft 1932/33:
  - KSV Holstein Kiel
  - Borussia 03 Gaarden

## Abschlusstabelle
| Pl. | Verein                     | Sp. | S  | U | N  | Tore    | Quote | Punkte |
| --- | -------------------------- | --- | -- | - | -- | ------- | ----- | ------ |
| 1.  | Eimsbütteler TV            | 18  | 14 | 2 | 2  | 066:210 | 3,14  | 30:60  |
| 2.  | Hamburger SV               | 18  | 14 | 1 | 3  | 091:350 | 2,60  | 29:70  |
| 3.  | KSV Holstein Kiel          | 18  | 11 | 4 | 3  | 064:280 | 2,29  | 26:10  |
| 4.  | Viktoria 1910 Wilhelmsburg | 18  | 7  | 3 | 8  | 050:490 | 1,02  | 17:19  |
| 5.  | Altonaer FC 1893           | 18  | 8  | 1 | 9  | 038:420 | 0,90  | 17:19  |
| 6.  | SV Polizei Hamburg         | 18  | 6  | 3 | 9  | 041:420 | 0,98  | 15:21  |
| 7.  | Union 03 Altona            | 18  | 7  | 1 | 10 | 051:560 | 0,91  | 15:21  |
| 8.  | Borussia 03 Gaarden        | 18  | 5  | 5 | 8  | 045:550 | 0,82  | 15:21  |
| 9.  | SV Polizei Lübeck          | 18  | 6  | 1 | 11 | 043:640 | 0,67  | 13:23  |
| 10. | Schweriner FC 03           | 18  | 1  | 1 | 16 | 022:119 | 0,18  | 03:33  |

## Aufstiegsrunde
Da Viktoria 1910 Wilhelmsburg zur kommenden Spielzeit in den Sportgau Niedersachsen wechselte, durfte der Neuntplatzierte der Gauliga, der SV Polizei Lübeck an der Aufstiegsrunde teilnehmen. Für Borussia 04 Harburg, ebenso in den Gau Niedersachsen versetzt, rückte der Vizemeister der Bezirksklasse Groß-Hamburg, Staffel Hammonia, der FC St. Pauli, in die Aufstiegsrunde nach. Die Aufstiegsrunde wurde nach der Aufstiegsentscheidung vorfristig beendet, die vier ausstehenden Spiele wurden nicht mehr ausgetragen.
| Platz | Verein                                                           | Spiele | Tore  | Quote | Punkte |
| ----- | ---------------------------------------------------------------- | ------ | ----- | ----- | ------ |
| 1.    | SC Victoria Hamburg (Bezirksmeister Groß-Hamburg, Staffel Hansa) | 6      | 33:15 | 2,20  | 10:20  |
| 2.    | SV Polizei Lübeck (Neuntplatzierter Gauliga Nordmark)            | 6      | 23:12 | 1,92  | 09:30  |
| 3.    | FC St. Pauli (Vizemeister Groß-Hamburg, Staffel Hammonia)        | 6      | 17:10 | 1,70  | 08:40  |
| 4.    | VfB Union-Teutonia Kiel (Bezirksmeister Schleswig-Holstein)      | 7      | 14:27 | 0,52  | 05:90  |
| 5.    | Oldesloer SV 1902 (Bezirksmeister Lübeck-Mecklenburg)            | 7      | 10:33 | 0,30  | 00:14  |